# 8釐米
是一部德美合拍的1999年犯罪懸疑電影，由喬伊·舒麥雪執導，安德魯·凱文·沃克編劇。尼可拉斯·凱吉在片中主演一位調查虐殺電影的私家偵探。配角則有瓦昆·菲尼克斯、占士·簡東費尼、彼得·斯特曼以及安東尼·希爾德。

## 劇情
富有的寡婦克里斯蒂安夫人的律師丹尼爾•朗戴爾接觸私人調查員湯姆•韋爾斯，事緣是克里斯蒂安夫人的丈夫最近去世了，在清理已故丈夫的保險箱時，她和朗戴爾找到了一部 8 米厘的電影，這部電影似乎呈現了一個女孩被謀殺的真實過程，但克里斯蒂安太太要肯定電影的真確性。朗戴爾和克里斯蒂安夫人要韋爾斯承諾，不得以任何方式複製這部電影，他們需要知悉的祗是韋爾斯的調查。
在查看失踪人口檔案後，韋爾斯發現這名女孩是瑪麗•安•馬修斯。韋爾斯探訪她的母親珍妮特•馬修斯，在獲得珍妮特許可下搜查她的房子時，找到了瑪麗安的日記，當中提及到她到好萊塢去當電影明星。韋爾斯問馬修斯太太是否想知道真相，即使會是最壞的事情，她說她想知道女兒發生了什麼事。
在好萊塢，得到一家成人影視店職員馬克斯•加利福尼亞的幫助下，韋爾斯深入研究了地下（往往是非法的）戀物癖色情世界。他試圖找出兇殺紀實色情片是否確實是真的，又或者在這個地下世界中是否有人與這部電影有關。透過一位名叫艾廸•普爾的低俗才藝星探聯繫上導演甸奴•維爾維特，他的暴力色情片主角是一個被稱為"機器"的蒙面男子。為了獲得更多證據，韋爾斯假扮成一名顧戶，有興趣委託維爾維特執導並由"機器"主演的色情露骨捆綁電影。維爾維特同意並安排在紐約市進行會面。
會面變成一次伏擊，朗戴爾和普爾現身並用槍指嚇著韋爾斯。朗戴爾並且揭露給維爾維特及普爾知道韋爾斯的目的是他們。現在很明顯，這部電影是真實的；原來克里斯蒂安先生聯絡朗戴爾以獲得一部兇殺紀實色情電影，但始終無法找到，於是他委託維爾維特和普爾製作了這部 8 米厘電影。維爾維特和"機器"押出受捆綁和曾被痛打的馬克斯•加利福尼亞，脅迫韋爾斯交出這部唯一存在的非法電影拷貝。韋爾斯帶朗戴爾到韋爾斯的車上取回這部電影。同時朗戴爾承認他從沒想過韋爾斯會可以查得這樣那麼深入，其實朗戴爾只是想透過調查去安撫克里斯蒂安夫人。韋爾斯交出電影菲林，他們隨即將菲林燒掉，並且把加利福尼亞殺死。當他們將要殺害韋爾斯時，韋爾斯告訴他們克里斯蒂安先生為這部電影支付了 100 萬美元。維爾維特，普爾和“機器”祗收到 50,000 美元，而朗戴爾侵吞了大部分。在隨後的搏鬥中，維爾維特和朗戴爾都被殺死了；韋爾斯刺傷"機器"並且逃脫。
韋爾斯打電話給克里斯蒂安夫人告訴她他的發現，並建議去報警，她同意了。韋爾斯到達時被告知，克里斯蒂安夫人在聽到這個消息後自殺了。她為馬修斯家庭和韋爾斯留下了信件：包含了他的調查費用餘款和一個留言： "試圖著忘記我們"。韋爾斯警告他已經情緒失控的妻子危險即將到來，叫她在只有他們知道的地方尋求避難，並將他收到的一半款項交給了她。
韋爾斯決定通過殺害其餘的人來為被謀殺的女孩尋求正義。他跟踪普爾，並帶他到當年拍攝場地，試圖殺死普爾。在普爾的嘲弄下，他無法讓自己落手去做，唯有走出拍攝場地。他打電話給馬修斯太太告訴她有關她女兒的事，並要求她允許懲罰那些肇事者："告訴我你愛她了"。馬修斯太太知道真相即時歇斯底里地崩潰了，但肯定她愛她的女兒。就是有了這個回應，韋爾斯回來並用他的手槍擊打普爾致死，將他的屍體及他的車上的色情影片和相片一併燒毀。韋爾斯追踪"機器"並在他的家中襲擊他。韋爾斯揭開了他的神秘面罩，露出一個名叫喬治的禿頭戴眼鏡男人的面目。他向韋爾斯透露，他的虐待行為沒有不可告人的目的；他這樣做只是因為他享受。他們搏鬥，最後韋爾斯殺了他。
回到他的家庭後，韋爾斯在妻子面前整個人崩潰了，他嘗試處理他在調查過程中看到的所有邪惡。幾個月後，韋爾斯收到馬修斯太太的來信，感謝他，並表示韋爾斯和她本人是唯一關心瑪麗安的人。

## 演員
- 尼可拉斯·凱吉 飾 湯姆·韋爾斯 (Tom Welles) - 私家偵探
- 瓦昆·菲尼克斯 飾 馬克斯·加利福尼亞 (Max California) - 成人影視店職員
- 占士·簡東費尼 飾 艾廸·普爾 (Eddie Poole) - 低俗才藝星探
- 彼得·斯特曼 飾 甸奴·維爾維特 (Dino Velvet) - 成人電影導演
- 安東尼·希爾德（英语：Anthony Heald） 飾 丹尼爾·朗戴爾 (Daniel Longdale) - 克里斯蒂安夫人的律師
- 米拉·卡特（英语：Myra Carter） 飾 克里斯蒂安夫人 (Mrs. Christian) - 富有寡婦
- 凱薩琳·凱娜（英语：Catherine Keener） 飾 艾美·韋爾斯 (Amy Welles) - 湯姆·韋爾斯的妻子
- 諾曼·李杜斯 飾 華倫·安達臣 (Warren Anderson) - 瑪麗安男友
- 艾美·莫頓（英语：Amy Morton） 飾 珍妮特·馬修斯 (Janet Mathews) - 瑪麗·安·馬修斯的母親
- 克里斯·鮑爾 飾 喬治·安東尼·希堅斯 / "機器"(George Anthony Higgins) / ("Machine") - 蒙面成人電影主角
- Jenny Powell 飾 瑪麗·安·馬修斯 (Mary Ann Mathews) - 電影中被殺害的少女
- Torsten Voges（英语：Torsten Voges） 飾 Stick
- Luis Saguar（英语：Luis Saguar） 飾 Manny

## 外部連結
- 互联网电影数据库（IMDb）上《8mm》的资料（英文）
- Box Office Mojo上《8mm》的資料（英文）
- 爛番茄上《8mm》的資料（英文）
- Metacritic上《8mm》的資料（英文）